# Élevage au Vietnam

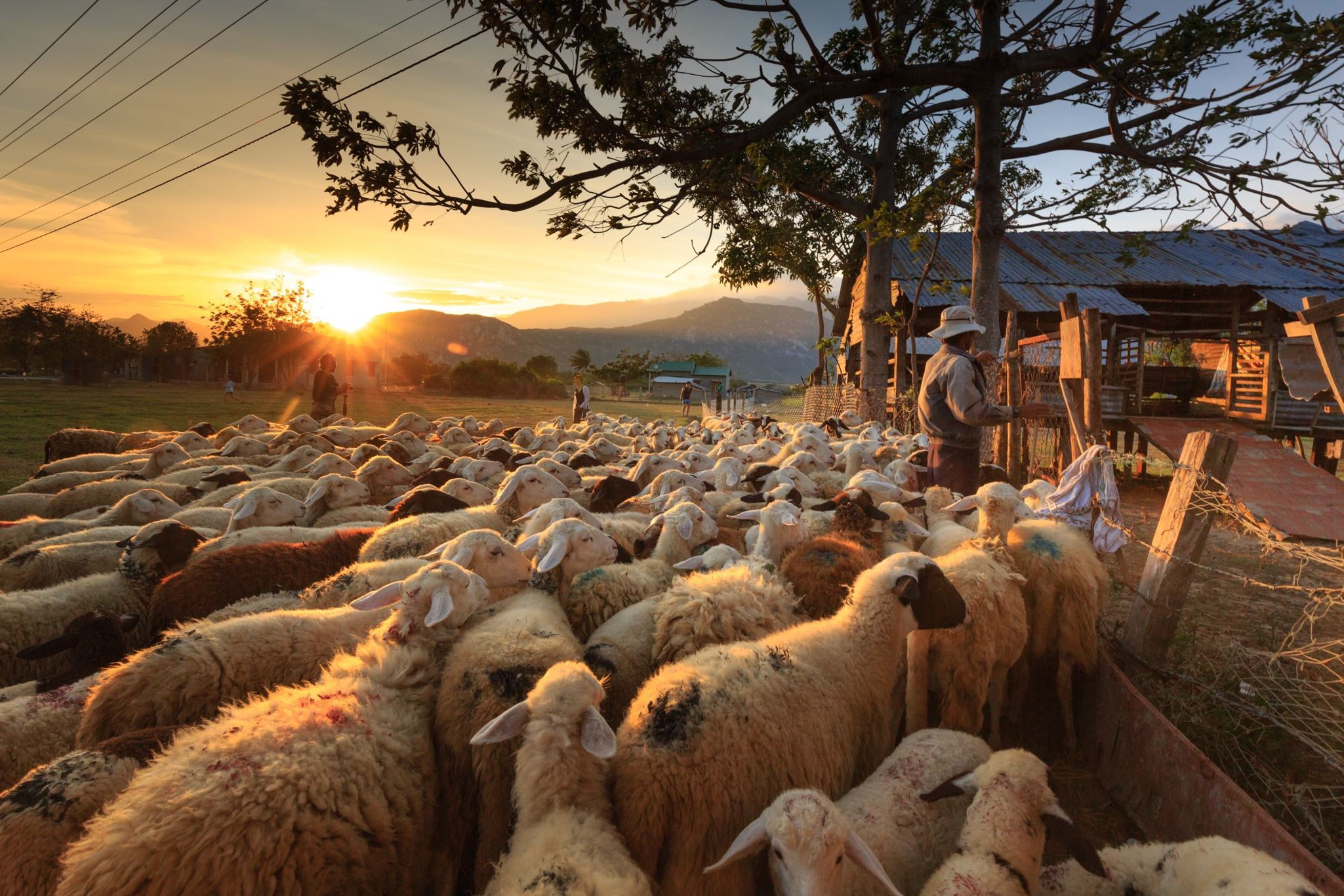
Berger et son troupeau de moutons (Ninh Thuận).

L'élevage au Viêt Nam est l'ensemble des activités visant à l'entretien et à la reproduction des animaux au Viêt Nam. Il permet de fournir de la viande, du lait, du poissons, de la laine, du miel au marché local et au delà du pays.

## Histoire
Il y a des années auparavant l'élevage au Viêt Nam reposait sur un modèle de complémentarité avec l'agriculture dans le cadre de l'exploitation familiale. Après le temps de réforme dans le domaine de l'élevage, le secteur d'élevage s'est profondément structuré autour d'un tissu industriel ayant pour but de commercialiser les produits de l'élevage. L'élevage vivrier fait d'une petite paysannerie, s'effondre, entrainant avec lui toute une forme d'agriculture  intense fondée sur l'intégration agriculture-élevage. En Asie, l'industrialisation de l'élevage se limite au pays alliés aux États-Unis mais avec l'effondrement de bloc soviétique les pays communistes de l'Asie sont intégrés au cours de la mondialisation. En 2007, le Viêt Nam devient membre de l'Organisation mondiale du commerce (OMC) ; ainsi il ouvre son marché à la concurrence internationale. L'élevage étant en développement ne constitue pas encore une activité principale. Depuis 1988, les statistiques de production évoluent. En 1993, l'élevage vietnamien comptait 14 millions de porcs, 6,16 millions de bovidés (2,9 millions de bœufs et 3 millions de buffles) et plus de 125 millions  de volailles. En 2019 on dénombrait 16,6 millions de porcs, 6 millions de bovins, 2,5 millions de chèvres, 2,5 millions de buffles et 465 millions de volailles.

## Types d'élevage
Les Vietnamiens élèvent différentes sortes d'animaux comme les buffles, les bœufs, les volailles, les porcs et les poissons etc.. 

### Aviculture
L'élevage de volaille à petite échelle est pratiqué par plusieurs ménages vietnamiens. La taille de ses volailles sont au moins de 100 volailles par ferme. Ils les vendent rapidement pour éviter la propagation des virus qui attaquent les volailles. 

### Élevage porcin
Dans tous les pays d'Asie du sud-est le porc joue un rôle social. Donc les Vietnamiens produisent de la viande de porc et sa graisse. Les troupeaux de l'État, des provinces, des coopératives sont du type industriel. Par contre l'élevage familial, qui représente 80% à 90% de la production nationale, est rarement décrit.

### Pisciculture
L'élevage des poissons se développe en permanence au Viêt Nam. La coopérative d'aquaculture Hao phong dirigée par Do thi tham déclare utiliser l'élevage des poissons avec les technologies aquacole dans les étangs après en avoir été informée par la société américaine Cargile lors d'un atelier à My Hao. L'élevage du pangasius ou du poisson-chat d'Asie est accéléré dans le pays, car sa croissance est rapide. 

Galerie
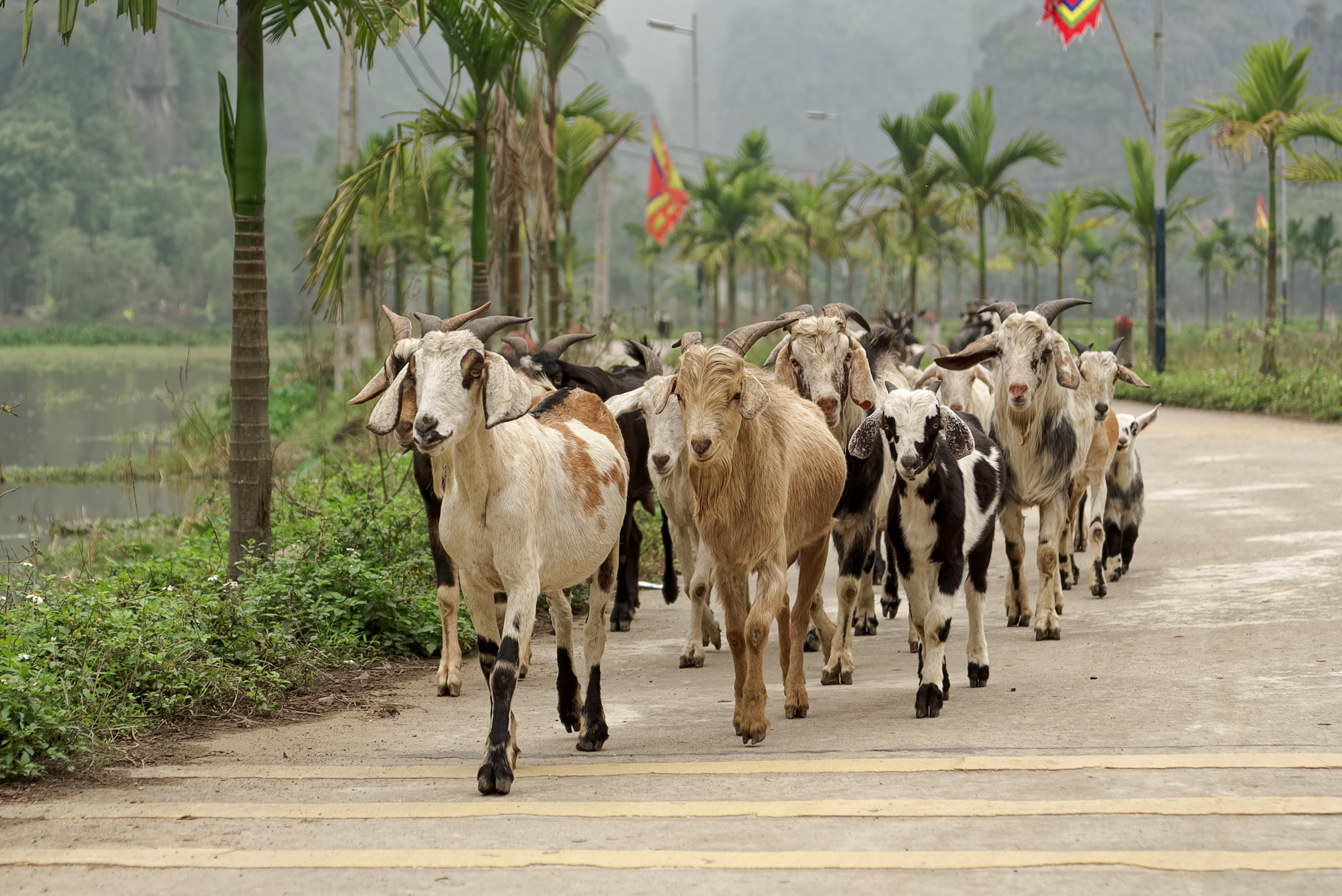
Troupeau de chèvres à Ninh Hải.
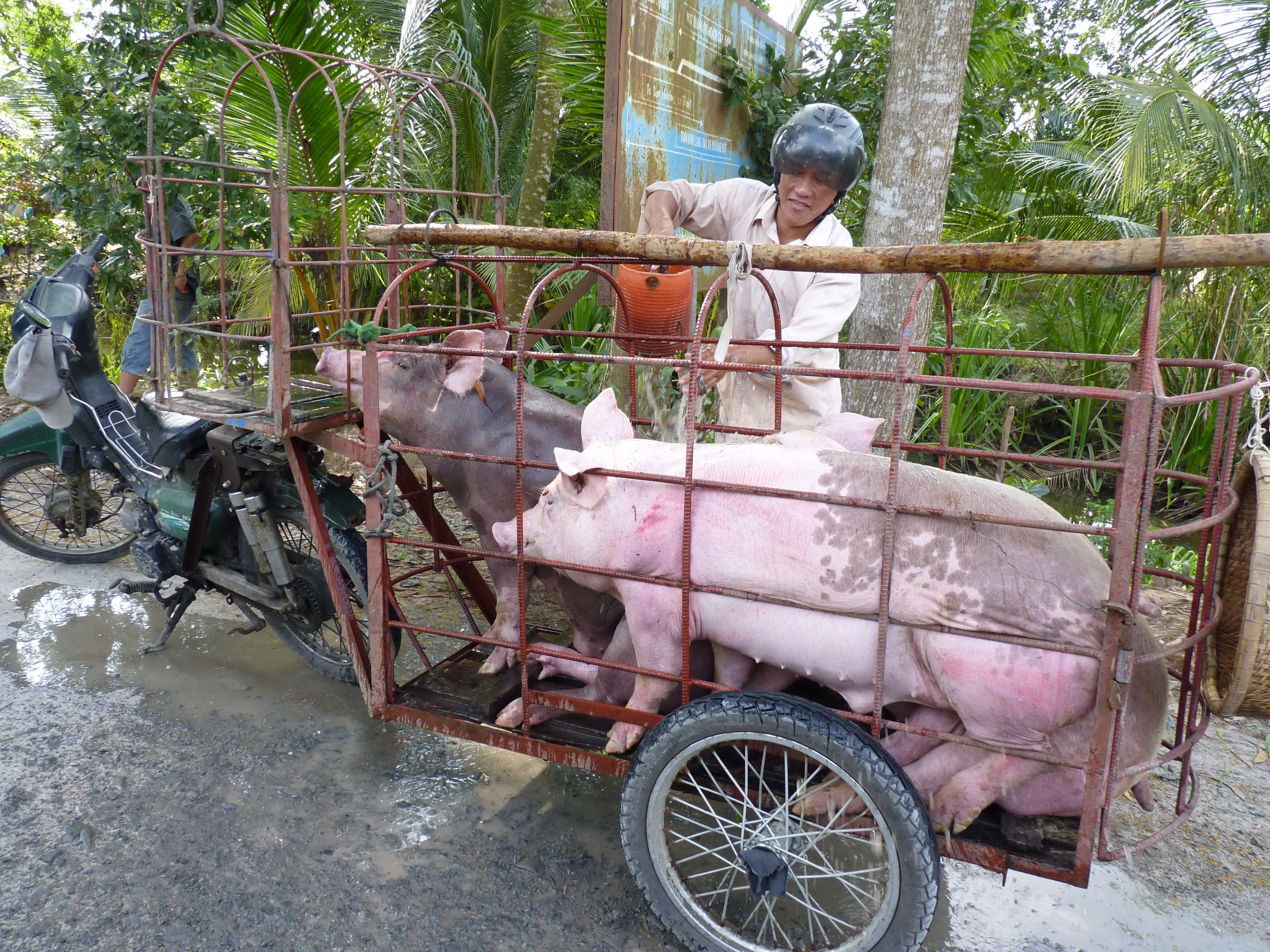
Transport de cochons dans le district de Cai Lậy.
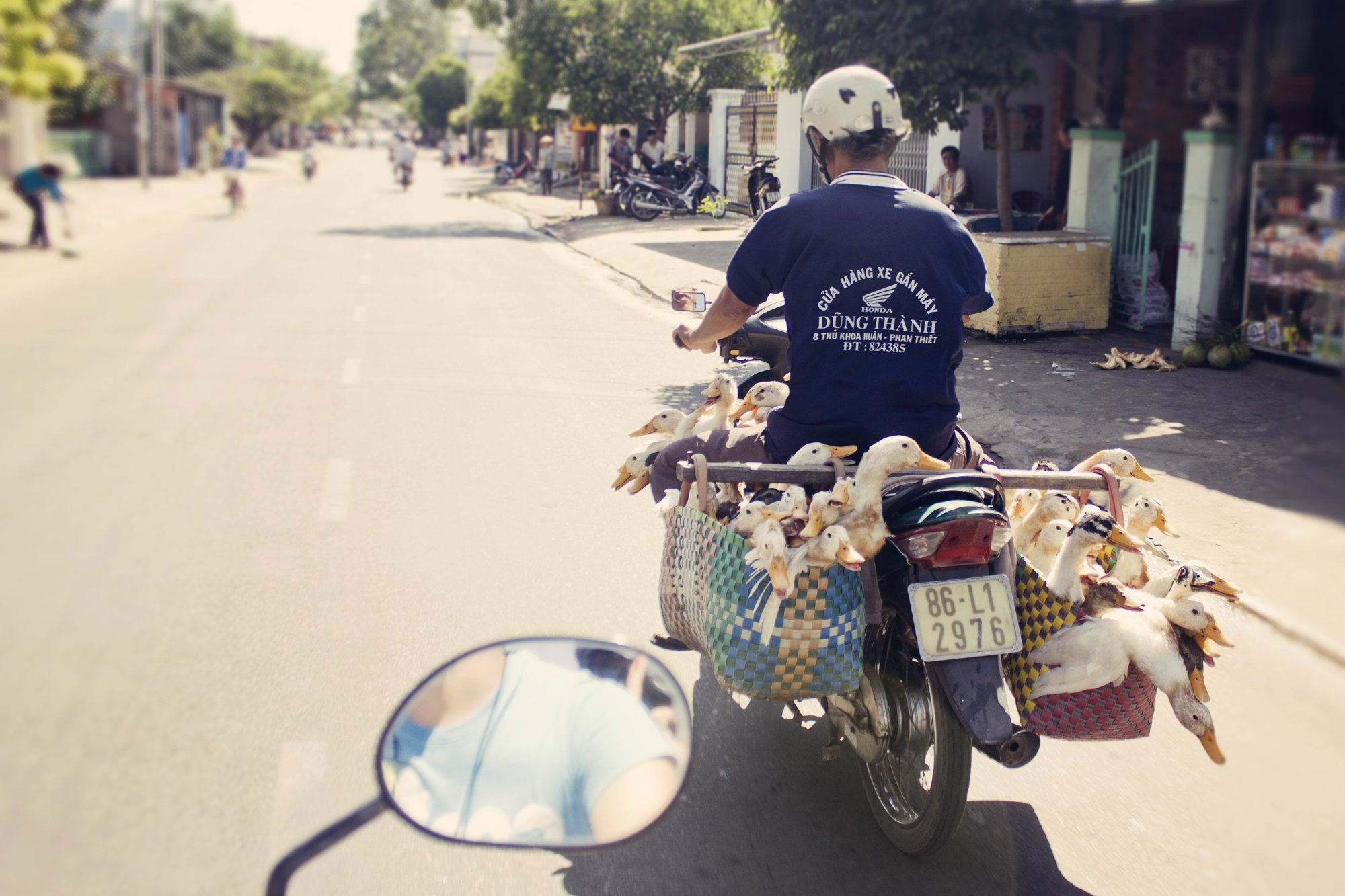
Transport de canards à Mũi Né.
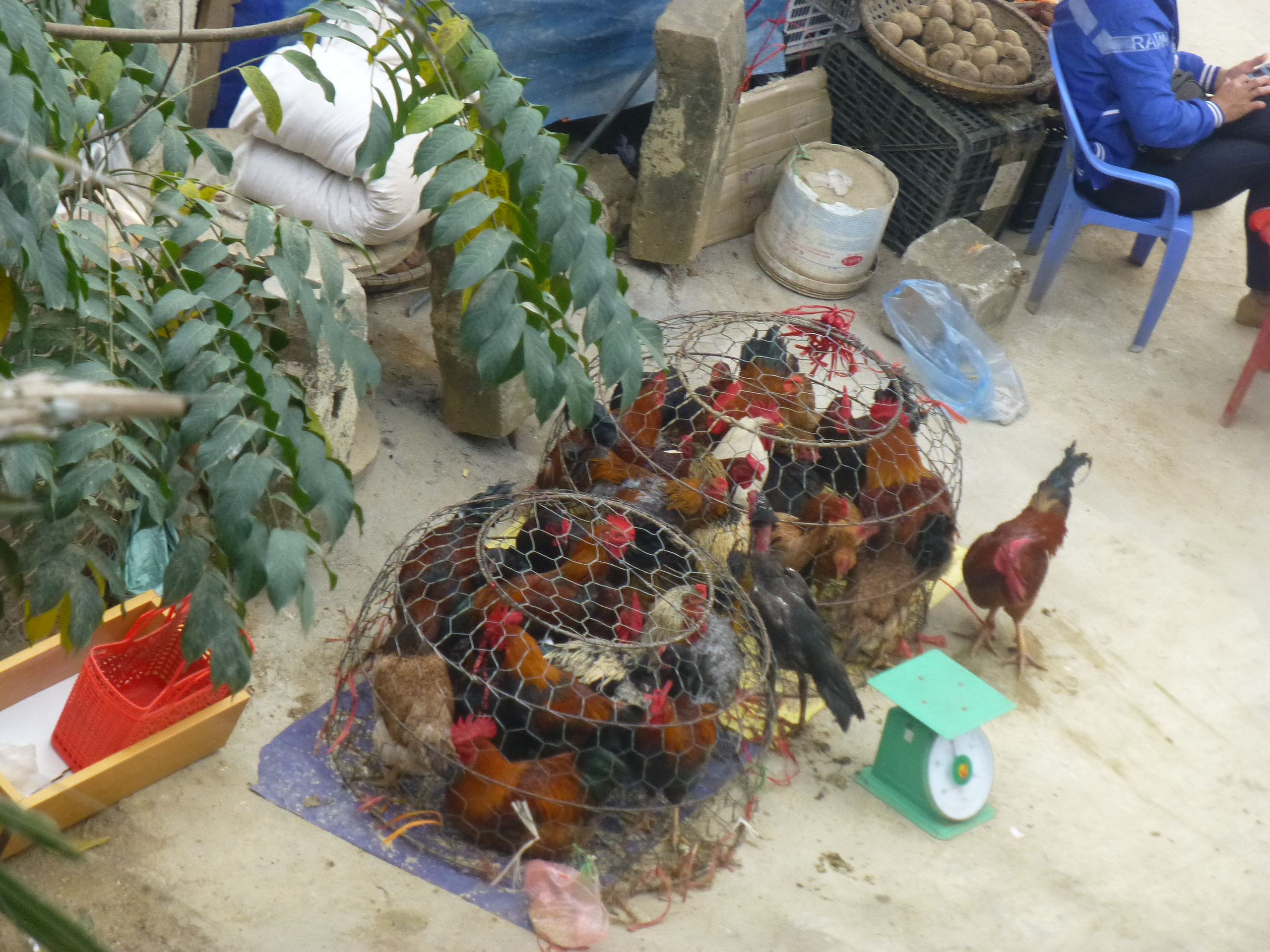
Vente de poulets à Bảo Hà (Province de Lào Cai).